# Markus Krunegård

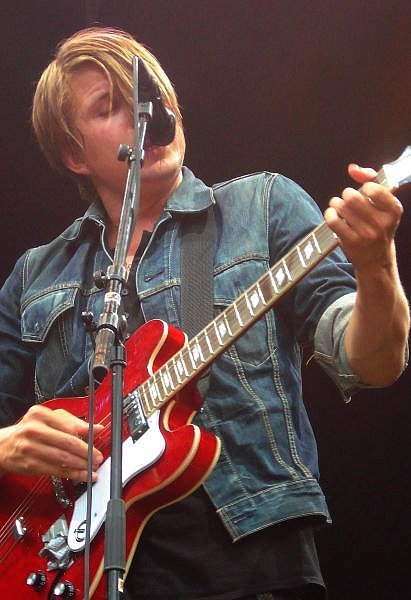
Markus Krunegård (Norrköping, 1.08.08)

Anders Markus Krunegård (ur. 6 kwietnia 1979 r.) – szwedzki muzyk. Urodził się w Norrköping, ale ma też korzenie w fińskim Tornedalen.
Krunegård jest wokalistą, gitarzystą i twórcą tekstów zespołu Laakso. Był głównym członkiem nieistniejącej już grupy Hets!. Markus prowadził także nadawany w szwedzkim radio program P3 Live sessions od stycznia 2008 do sierpnia 2009. Umie płynnie mówić po fińsku.

## Dyskografia
- 2008 - Markusevangeliet
- 2009 - Prinsen av Peking
- 2009 - Lev som en gris, dö som en hund
- 2012 - Mänsklig värme